# Javisst, herr minister
Javisst, herr minister (engelska: Yes Minister) är en brittisk politisk satirisk-TV-serie som sändes i BBC 2 1980-1984. 

## Handling
Serien handlar om den brittiske parlamentsledamoten Jim Hacker som, i första avsnittet, blev utsedd till minister för (det fiktiva) administrationsdepartementet. Man får sedan följa ministerns kamp mot tjänstemännen på departementet om hur de olika ärendena skall behandlas.

## Om serien
Första avsnittet av Yes Minister sändes på BBC 2 den 25 februari 1980. Den 9 juli 1982 visades första avsnittet i svensk TV. 
Yes Minister var mycket populär i Storbritannien (ett av dåvarande premiärministern Margaret Thatchers favoritprogram) och kom på sjätte plats i en stor omröstning om bästa brittiska TV-komedi.
Serien skrevs av Anthony Jay och Jonathan Lynn och gjordes i tre omgångar med sju halvtimmesavnitt vardera (alltså totalt 21 avsnitt). Dessutom producerades två s.k. julspecial-avsnitt.
Den speciella inledningen, som förekommer från och med seriens andra avsnitt, då huvudpersonernas ansikten framställdes som karikatyrer, tecknades av Gerald Scarfe. Titelmusiken, baserad på Big Bens klockklang, skrevs av Ronnie Hazlehurst.

## Rollista (i urval)
- Jim Hacker, minister - Paul Eddington
- Sir Humphrey Appleby, statssekreterare - Nigel Hawthorne
- Bernard Wooley, ministerns sekreterare - Derek Fowlds

## Uppföljare
- På grund av seriens popularitet gjorde BBC även en uppföljare där Jim Hacker har blivit premiärminister, vilken följaktligen hette: Yes Prime Minister. Den sändes i sexton avsnitt. Också den kom till Sverige som Javisst, herr premiärminister.
- I Sverige gjordes en svensk variant, Rosenbaddarna, med Björn Gustafson i rollen som minister.

### Fotnoter
1. ↑  hämtat från: engelskspråkiga Wikipedia.[källa från Wikidata]
2. ↑  hämtat från: ryskspråkiga Wikipedia.[källa från Wikidata]
3. ↑  hämtat från: hebreiskspråkiga Wikipedia.[källa från Wikidata]
4. 1 2  Fernsehserien.de, Fernsehserien.de-ID: yes-minister, läs online, läst: 7 juni 2020.[källa från Wikidata]
5. ↑  ”"Herr minister"-författaren död”. Smålandsposten. 23 augusti 2016. http://www.smp.se/tt-feature/herr-minister-forfattaren-dod/. Läst 19 januari 2017.